# Affiliate marketing
Affiliate marketing (také nazýván partnerský marketing nebo provizní systém) je internetový marketingový nástroj (digitální marketing), který funguje na provázanosti stránek prodejce služby nebo produktu (inzerenta) se stránkami vydavatele reklamy, které službu či výrobek doporučují. Jde o systém založený na propagaci produktu firmy prostřednictvím sítě affiliate partnera, který za to dostává podíl (provizi) z prodeje.

## Historie

### Původ Affiliate marketingu
Za předchůdce partnerského marketingu je považován koncept sdílení příjmů. V listopadu 1994, téměř čtyři roky po vzniku internetové sítě (World Wide Web), byl podíl na zisku navázán k běžné e-komerci.
Koncept Affiliate marketingu byl patentován a do praxe uveden Williamem J. Tobinem, zakladatelem internetového obchodu Květiny a dárky, v roce 1989. V roce 1993 obchod vykázal roční odbyt přesahující 6 milionů dolarů. Ke své práci užíval služeb sítě Prodigy. Aby bylo za poskytnuté služby možné platit provizi, Tobin vytvořil obchodní model pro placení provizí z prodeje. V roce 1994 Tobin, ve spolupráci s firmou IBM, která vlastnila polovinu sítě Prodigy, spustil beta verzi pro internetový obchod. O rok později byla zahájena komerční verze webových stránek, ke kterým se přihlásilo 2 600 partnerů podílejících se online na partnerském marketingu. 22. ledna 1996 Tobin požádal o patent, týkající se sledování partnerského marketingu, který vešel v platnost 31. 10. 2000 v USA pod číslem 6141666. V roce 2007 vešel v platnost taktéž japonský patent č. 4021941. 
Jedním z prvních inovátorů partnerského marketingu byla společnost Cybererotica, která získala ocenění za „proklik“ programu.
V listopadu 1994 zahájila společnost CDNOW svůj program BuyWeb. Umístila na své webové stránky hudbu, která měla přitáhnout nové návštěvníky. V případě, že by návštěvníci měli zájem o koupi zveřejněné hudby, byl k dispozici přímý odkaz na dané album do CD NOW.  Tento nápad na dálkový nákup vznikl po rozhovoru s hudební společností Geffen Records, která chtěla prodávat album přímo z internetových stránek konkrétního interpreta. Na základě této představy byl vytvořen program, který propojil internetový obchod CD NOW přímo s webovými stránkami umělce pod záštitou Geffen. 
Společnost Amazon zahájila svoji spolupráci na programu v červenci roku 1996 – umístila na internet bannerové reklamy či přímo textové odkazy pro koupi jednotlivých knih, které byly také v nabídce na domovské stránce Amazonu. Když se návštěvník přidružených stránek proklikl přes banner na webové stránky Amazonu a zde knihu koupil, majitel přidružených stránek dostal provizi. Program Affiliate marketingu dle Amazonu se stal jedním z nejznámějších a sloužil jako model pro ostatní programy.[zdroj⁠?!]

### Historický vývoj
Partnerský marketing vykazoval od svého počátku poměrně vysoké tempo růstu. V prvních dnech byl vnímaný jako marketingová hračka na webových stránkách. Časem se však stal nedílnou součástí podnikatelského plánu u firem všech velikostí, v některých případech se dokonce stal důležitějším než offline podnikání. 
Dle zpráv z roku 2006 jen ve Velké Británii vykazovala prodejní síť na základě partnerského marketingu odbyt 2 160 mil. liber. Výzkumný tým Marketing Sherpa odhadl, že v témže roce pobočky po celém světě vykázaly 6 500 mil. dolarů za provize z různých zdrojů v oblasti financí, hraní her i hazardních her, cestování, telekomunikací, vzdělávání a publikování. 
Nejaktivnějšími sektory pro partnerský marketing byly hazardní hry či maloobchod a služby pro sdílení souborů. Největší nárůst se nadále očekával v odvětví mobilních telefonů nebo finančním a cestovním sektoru.[zdroj⁠?!]

## Princip fungování
1. Klient projde přes web stránku prodejce na stránku společnosti, nebo si na jeho webové stránce rezervuje něco, co nabízí daná společnost.
2. Společnost se spojí s klientem a ověří objednávku. Spojit se může telefonicky, e-mailem apod.
3. Po domluvě společnosti s klientem zaplatí klient společnosti.
4. Společnost vyplatí prodejci/cům provize. Suma je součástí jejich interní dohody (procenta, pevná částka apod.).

## Klady affiliate marketingu
Hlavní výhodou systému je kontrola nákladů na reklamu. Jelikož je reklama skrze affiliate program měřitelná, společnost neplýtvá zbytečné finance na offline reklamy, u kterých nemůže zjistit jejich konkrétní efektivitu. Stávající zákazníci jdou na stránky firmy přímo, pouze noví přes partnery. Náklady na reklamu tak firmě rostou pouze tehdy, když získá nové zákazníky, což je také jejím cílem. Zároveň jsou affiliate reklamní odkazy na web stránkách formou kontextové reklamy, tudíž nejsou tak invazivní a návštěvníkům webu nepřekáží tolik jako zcela náhodná nesouvisející reklama. Reklama snižuje finanční náklady i svou cíleností - je možné si určit cílovou skupinu, na kterou se reklama zaměří, tudíž není plýtváno prostředky na pokrytí široké škály internetových uživatelů, kteří o danou reklamu třeba ani nemají zájem. Affiliate marketing je vhodný takřka pro všechny online prodejce, má ale také svá omezení.

## Kompenzační metody

### Převládající kompenzační metody
V současnosti 80 % všech affiliate (partnerských) programů využívá možnost sdílení příjmů anebo platby za prodej (PPS) jako kompenzační metody, 19 % používá náklady na akci (CPA, zahrnuje PPC) a zbývající část používá ostatní metody, jako je cena za „kliknutí“ (CPC) anebo cena za promile (CPM, cena za odhadovaných 1 000 zobrazení).[zdroj⁠?!]

### Méně používané kompenzační metody
V současnosti v rámci vyspělých marketingových trhů méně než 1 % tradičních affiliate marketingových programů využívá metody: ceny za kliknutí (CPC) a cenu za promile (CPM). Tyto metody jsou používané především v rámci placeného vyhledávání a při zobrazovaní reklam.
Metoda CPM přitom vyžaduje jen to, aby publikující povolil zobrazování reklam na své webové stránce, umožnil tak návštěvníkům stránky její zobrazování, a tak získal provizi. Metoda CPC vyžaduje jeden dodatečný krok, aby publikující mohl získat odměnu. Nestačí, aby návštěvníkovi byla reklama zobrazená, ale musí též kliknout na zobrazovaný odkaz (reklamu), který ho přesměruje na webové stránky inzerenta.
CPC metoda byla používána především v začátcích affiliate marketingu, ale začala ztrácet na významu v důsledku rozšíření tzv. podvodného klikaní (click fraud). Tuto záležitost je nutné řešit i pro moderní způsoby vyhledávaní. Kontextové reklamní programy nejsou zahrnuté ve statistikách, týkajících se snížení používaní metody CPC, a proto je otázkou, zdali je možné kontextovou reklamu do affiliate marketingu vůbec zařadit.
Zatímco tyto modely se v rámci vyspělé formy „e-commerce“ a online reklamních trhů používají čím dál méně, stále převládají v některých vznikajících a rozvíjejících se odvětvích. Čína je příkladem toho, že model affiliate marketingu na tomto trhu není totožný s tím, který se používá na západě.[zdroj⁠?!]

### Výkonnost / Affiliate marketing
V případě metod CPC a CPM se publikující nemusí obávat, zda je návštěvník součástí skupiny, kterou se inzerent snaží zaujmout a je schopný ji získat, protože v tomto bodě již publikující svou provizi získal. Tímto způsobem je tak ponecháno větší riziko (v případě CPM celé riziko a ztráta) na inzerenta. 
Metody CPA a CPS vyžadují, aby návštěvníci dané webové stránky udělali víc, než jen navštívili stránku inzerenta, aby mohl partner (affiliate) získat provizi. Inzerent musí zákazníka získat. Partner (affiliate) se tak ve svém vlastním zájmu snaží, aby zákazník zrealizoval nákup (případně jinou akci na stránce), zvýšil šance na úspěch a získání provize. Riziko a ztráta jsou tak rozdělené mezi publikujícího (affiliate) a inzerenta.
Affiliate marketing se častokrát nazývá také „výkonový marketing“, vzhledem ke skutečnosti, jak jsou prodejci ohodnocení. Nejčastěji jsou placeni ve formě provizí z každého uzavřeného obchodu, někdy dokonce získávají tzv. výkonnostní stimuly při překročení cílů (např. plánovaných prodejů). V tomto vztahu je použitý podobný kompenzační model, jako je tomu u interních obchodních oddělení inzerenta.
Fráze „partneři (affiliates) jsou prodlouženou rukou pro Váš byznys“, která je často používána k vysvětlení pojmu affiliate marketing, není tak úplně přesná. Nejdůležitějším rozdílem mezi affiliates a zaměstnanci inzerenta je, že affiliate marketéři nemají téměř žádný vliv na zájemce (potenciálního zákazníka), jelikož ten je automaticky přesměrovaný na webovou stránku inzerenta. Obchodní tým inzerenta však může ovlivnit a kontrolovat činnost zájemce až do okamžiku, kdy zájemce podepíše kontrakt anebo zrealizuje objednávku.[zdroj⁠?!]

## Vícestupňové programy
Někteří inzerující nabízejí vícestupňové programy, které umožňují rozdělení provize do hierarchické sítě „sign-ups“ a sub-partnerů. V praxi to znamená, že publikující „A“ se zapíše do programu s inzerentem a dostane odměnu za dohodnutou činnost, kterou vykonává dle návštěvníků stránky. Pokud publikující „A“ zaujme publikujícího „B“ a „C“, aby se zapsali do stejného programu s použitím jeho přihlašovacího kódu, všechny budoucí aktivity vykonané publikujícím „B“ a „C“ budou výsledkem dodatečné provize (s nižší cenou) pro publikujícího „A“.
Dvoustupňové programy v rámci affiliate programů sice existují, ale jen v malé míře. Většina programů je jednoduchých, jednostupňových. Programy, které mají více než dva stupně, už připomínají „multi-level marketing“ (MLM) neboli síťový marketing, jsou však stále rozdílné. MLM aneb síťové marketingové asociace mívají komplexnější provizní požadavky, než mají standardní affiliate programy.[zdroj⁠?!]

## Z pohledu inzerenta

### Výhody pro obchodníky
Obchodníci upřednostňují affiliate marketing, protože ve většině případů používá model placení za výkon, což znamená, že obchodník nevykládá marketingové náklady, dokud nejsou známy výsledky.[zdroj⁠?!] To samé platí i pro odměňování tzv. affiliate manažerů, kteří jsou placeni ve většině případů z obratu celého affiliate programu.
Další výhodou je, že partneři dělají obchodníkovi reklamu, za kterou třeba ve finále nedostanou ani odměnu. Typickým příkladem může být umístění banneru na webu affiliate partnera. Ten mohou vidět tisíce lidí, ale partner dostane provizi pouze v případě, kdy na banner někdo klikne a následně nakoupí.

### Možnosti implementace
Někteří obchodníci provozují své vlastní affiliate/partnerské programy pomocí speciálního programového vybavení, zatímco jiní používají zprostředkovatele pro sledování obchodování a prodeje. Existují dva různé typy metod affiliate/partnerského managementu užívaných obchodníky: samostatný software nebo hostitelské služby, nazývané affiliate/partnerské sítě. Platby partnerům nebo poskytovatelům mohou být uskutečněny jménem jednoho obchodníka v síti, celé sítě obchodníků, konsolidovaných obchodníků, kde má poskytovatel vazbu na získané provize, nebo přímo samotným obchodníkem.[zdroj⁠?!]

### Partnerský management a outsourcing řízení programu
Nekontrolované affiliate/partnerské programy využívající spam, porušení obchodní známky, klamavou reklamu a další neetické způsoby, daly affiliate marketingu negativní pověst.
Někteří obchodníci používají outsourcované řízení programů společnostmi (tzv. OPM), které jsou samy o sobě často řízeny partnerským managementem nebo managementem partnerských sítí. OPM společnosti poskytují partnerské řízení programu pro obchodníky jako službu, podobně jako je role reklamních agentur v offline marketingu.[zdroj⁠?!]
Při správě provizních programů vznikají nejedny problémy. Mezi ty hlavní patří nechat běžet program na autopilota a nevěnovat se mu. Jako každý marketingový kanál, i affiliate marketing potřebuje péči.

### Typy affiliate/partnerských webových stránek
Partnerské webové stránky jsou často rozděleny podle inzerentů a partnerských sítí. Prozatím neexistují žádné standardy pro kategorizaci. Následující typy webových stránek jsou obecné, přesto běžně chápané a používané v affiliate marketingu.
- Webové stránky porovnávající ceny, tzv. katalogy (většinou využívající XML importy).
- Věrnostní webové stránky, vyznačující se systémem odměňování zákazníků za nákupy, a to například přes zpětné body a cashback.
- Cause Related Marketing stránky, které nabízejí dobročinné dary.
- Slevové weby zaměřené na podporu prodeje.
- Webové stránky tržních nik a obsahového marketingu zahrnující hodnocení produktů.
- Osobní webové stránky.
- Weblogy a webové (online) syndikace.
- E-mail marketing.
- Nákupní seznamy, zahrnující obchodníky dle kategorií bez poskytování kuponů, cenových srovnání nebo dalších informací vyžadující neustálé aktualizace.
- Webové stránky využívající reklamní bannery pro zobrazení kontextové reklamy.
- Virtuální měna - možnost reklamy výměnou za virtuální měnu ve hře nebo jiné virtuální platformě.
- Sdílení souborů na webových stránkách[zdroj⁠?!].
- CSS katalog (přivádí návštěvnost skrze Google Shopping) [3]

## Nalezení affiliate programu
Existují tři hlavní
způsoby, jak nalézt affiliate program pro cílovou stránku:
1. Katalogy affiliate programů - viz například Affiliatekatalog.com.
2. Velké sítě affiliate programů, které poskytují platformu pro desítky nebo dokonce i stovky marketérů.
3. Samotná cílová stránka (webové stránky, které poskytují affiliate programy mají často odkaz "affiliate program" nebo "affiliates" nebo "referenční program" nebo " webmasteři", obvykle v záhlaví stránky nebo v sekci "O nás").

Pokud výše zmíněná místa neposkytnou informace, týkající se affiliate programu, může se stát, že má daná stránka neveřejný affiliate program. Použití jedné z metod "korelace webových stránek" (metody
hledání velmi podobných stránek) nám může napovědět o existenci sítě affiliate programu. Nejprůkaznější metodou získání těchto informací ale zůstává kontaktování vlastníka webové stránky, pokud je na něj možné dohledat kontakt.[zdroj⁠?!]

## Vlastní affiliate program nebo síť?
Při založení nové affiliate kampaně musí inzerent volit mezi provozováním vlastního programu] a zapojením do affiliate sítě (kde je zapojeno několik dalších inzerentů). V České republice je možné vybírat hned z několika provizních sítí, z nichž některé jsou pouze úzce oborové (např. finance), jiné jsou multioborové s kampaněmi z různých oborů (móda, zdraví, bydlení).
Každá z variant má svá pro a proti.
Vlastní program má výhodu v podobě větší kontroly nad partnery, provoz také často vyjde levněji, jelikož síti neplatíte provize. Máte také větší kontrolu nad tím, jací partneři jsou do programu zváni, schváleni, přesně jaké mají výkony a nemusíte s nimi jednat přes prostředníka. Už z principu ale máte zde také větší práci se samotnou správou vlastního programu.
Affiliate síť má největší výhodu v počtu aktivních partnerů, které lze ihned oslovit s cílem jejich zapojení do programu. Další výhodou pro affiliate partnery je, že mají fakturaci a data od různých inzerentů pod jednou platformou. Ušetří jim to tak čas, protože se nemusí přihlašovat do několika affiliate systémů.

## Problémy minulosti a přítomnosti
Již od vzniku affiliate programu byla vždy aktivita těchto programů kontrolována jen velice málo. Bezohlední marketéři používali spam, klamavou reklamu, nucené překliky (aby dostali soubory cookies do počítače uživatele), adware, a jiné metody posílení trafficu (internetové návštěvnosti - pozn. autora) na svoje sponzory. I přesto, že mnoho affiliate programů mělo ve svých obchodních podmínkách zákaz spamu, z historického hlediska affiliate marketing vždy přitahoval pozornost spamerů.[zdroj⁠?!]

### E-mailový spam
V počátcích affiliate marketingu jej mnoho internetových uživatelů nemělo v oblibě právě z důvodu jejich častého použití spamu na zvýšení prodeje. Jak však affiliate marketing dospíval, víc a víc obchodů zlepšilo svoje obchodní podmínky směrem k většímu omezení spamu.[zdroj⁠?!]

### Spam ve vyhledávačích
Se zvýšením důležitosti prohlížečů někteří affiliate marketéři přešli z posílaní spamových e-mailů na automaticky generované webové stránky, které často obsahovaly zdroje informací od obchodníků. Cílem těchto stránek bylo zmanipulovat relevanci stránky zaindexované v prohlížeči. Tato metoda je také známá jako "spamdexing". Každá stránka může být cílená na specifický segment trhu použitím specifických klíčových slov, výsledkem toho je zkreslená forma optimalizace pro vyhledávače.
Spam je největší hrozbou pro organické vyhledávače, jejichž cílem je poskytnout kvalitní výsledky vyhledávání pro klíčová slova nebo fráze zadané uživatelem. Algoritmus Googlu pro určování PageRank ve své aktualizaci ("BigDaddy") v únoru roku 2006 (poslední fáze velké aktualizace Jagger speciálně zaměřené na spamdexing) dosáhl velkého úspěchu. Tato aktualizace pomohla Googlu odstranit velkou část počítačově generovaného obsahu z jejího indexu.
Webové stránky tvořené z větší části z affiliate odkazů měly negativní reputaci kvůli poskytování nedostatečného obsahu. V roce 2005 učinila společnost Google velké změny, které některé stránky označily jako "tenké affiliate". Takové stránky byly buď odstraněny z Google indexu, nebo byly přesunuty na stránce výsledku (to znamená přesunuty z předních pozic na nižší pozice). Aby se vyhnuli zařazení do této kategorie, webmasteři affiliate marketingových stránek musí produkovat kvalitní obsah, který rozliší jejich stránku od stránek spammerů nebo bannerových firem, které obsahují pouze odkazy směřující na stránky obchodu.
Některé stránky ovšem mohou působit jako "tenké affiliate," ovšem přináší skutečnou hodnotu pro návštěvníka stránek. Může se jednat o:
1. Porovnávače cen - Návštěvník na jednom místě získá informace o cenách produktů z různých obchodů a může si vybrat ten obchod, který je nejlevnější, což přináší návštěvníkovi zajímavou hodnotu. Typickým příkladem je český srovnávač cen Heureka.cz
2. Cause Related Marketing - Stránky nabízející dobročinné akce, kdy web shromažďuje informace z internetu na jednom místě
3. Šetření času - Stránky mohou shromažďovat informace z různých odvětví. Typicky se může jednat například o slevové letáky, slevové akce a podobné, kdy návštěvník nemusí procházet více webů, ale vše najde na jednom místě

### Protiopatření uživatelů
Implementace affiliate marketingu na internetu silně závisí na různých technikách, přímo zabudovaných do designu stránek, a použití volání externích domén pro sledování akcí uživatele (sledování překliku, Adsense) a poskytování obsahu (reklamy) uživateli. Většina těchto aktivit zabírá uživateli čas a ve všeobecnosti je pro běžného uživatele internetu na obtíž a způsobuje vizuální zmatek na stránkách. Z tohoto důvodu vznikla různá protiopatření, která mají zabránit zobrazení reklamy na stránce. Pomocí programů třetích stran (jako Adware, Adblock plus, Spybot, pop-up blockers atd.) a především použitím správně nastaveného HOST souboru je možné vizuální zmatek minimalizovat, stejně jako čas strávený navíc a množství přenesených dat potřebných pro zobrazení stránky. Použití správných řádků v HOST souboru umožňuje zablokování těchto známých a vytrvalých domén zaměřených na sledování překliků, a tím také snížit vystavení počítače malware programům, které se na nich často nacházejí.[zdroj⁠?!]

### Adware
I když se adware od spywaru liší, používá ty samé metody a technologie. Zpočátku obchodníci nevěděli o adwaru a o tom, jaký má dopad na jejich značku. Brzo na to ovšem přišli, protože si všimli, že adware často přepisuje sledovací cookies soubory, a tím snižuje jejich provize. Tímto způsobem affiliate programy využívající adware kradly provize od těch, kteří jej nepoužívali. Adware většinou nemá žádný hodnotný přínos pro uživatele, který si většinou ani není vědomý toho, že ho má na svém počítači nainstalovaný.
Affilliates diskutovali problémy na internetových fórech a začali hledat řešení. Věřili, že nejlepší cestou bude odradit obchodníky od reklam skrz adware. Obchodníci, kteří byli buď lhostejní nebo adware podporovali, nebyli chráněni Affilliates, což jim zničilo pověst a zkazilo jejich snahy o affiliate marketing. Mnoho Affilliates ukončilo spolupráci s takovým obchodníkem nebo se přidalo ke konkurenčnímu AP. Síť poboček byla také tlačena obchodníky a Affilliates zaujali postoj a jisté vydavatele adwaru ze své sítě vyloučili.[zdroj⁠?!]

### Využití ochranné známky
Někteří obchodníci využívají jmen (ochranných známek) svých známějších konkurentů a v rámci kontextové reklamy používají shodná, zaměnitelná nebo podobná slova.
Pokud tedy zákazník zadá do vyhledávače tento výraz, budou mu nabídnuty i stránky jiné firmy, než která vlastní ochrannou známku. Takto parazitující firmy mohou majitele vážně poškodit (snížení zisků apod.). V takovém případě se jedná o protiprávní jednání - zásah do práv k ochranné známce. Majitelé těchto ochranných známek ® se mohou bránit. Pokud doloží jejich vlastnictví, budou klíčová slova zakázána pro ostatní inzerenty.

### Kodex chování
Kodex chování si sestavuje každý provizní prodejce sám. Slouží jako průvodce k tomu, jak používat a dodržovat standardy pro internetovou reklamu a obecně jde o etické zásady slušného chování, které mají přinést výsledky všem zúčastněným. Při nedodržování zásad účastníkem programu mu hrozí vyloučení z něj a zastavení vyplácení provizí.

## Cookies a affiliate
Cookies jsou data (malý soubor), která se stáhnou z webu do prohlížeče uživatele bez jeho vědomí a při opětovné návštěvě hlásí aktivitu uživatele na webu. Do tohoto souboru jsou také zapisovány informace jako přihlašovací údaje, poslední navštívená webová stránka nebo co uživatel nakupoval.
V affiliate se díky cookie obchodník dozví, kdo zákazníkovi doporučil jeho stránku a komu má poslat provizi z prodeje. Informaci lze uchovat v cookie po dobu, jakou obchodník potřebuje. Např. pokud zákazník nakoupí v internetovém obchodě až za 14 dní po návštěvě, ke které došlo přes provizní odkaz, zprostředkovatel také dostane svoji odměnu. Díky cookies obchodník zjistí i po delší době, odkud se k němu zákazník dostal.
Zprostředkovatel nic nezíská, pokud zákazník nakoupí v obchodě po uplynutí doby, kdy cookie funguje nebo pokud zákazník používá ve svém počítači nástroje, které cookies mažou. Zprostředkovatele pak nelze dohledat. Přijít o provizi může také zprostředkovatel, pokud nebyl poslední před nákupem. Provizi dostane majitel posledního použitého odkazu. 
Další variantou je, že provizi získá první zprostředkovatel nebo se částka dělí. V 95 % případů ale získává provizi ten, kdo je poslední. Mohou ovšem nastat i ojedinělé problémy s používáním cookies, kdy nejsou ze strany měřícího softwaru správně ošetřeny.

## Slevové vouchery
Slevové vouchery se dají pořídit na různých portálech přímo u prodejců a většinou na konkrétní produkt, existují ale také affiliate platformy, které soustřeďují slevy od většího množství prodejců. Tyto servery pak fungují jenom jako agregátory slevových kupónu, kdy správce vkládá svůj html kód slev na vlastní server. Po nákupu zboží nebo služby při využití kódu je správci serveru připsána provize. Výhodou slevových kódů je pro zákazníka větší možnost výběru, například možnost uplatnění slevy na větší část sortimentu (např. sleva na všechny tyčové mixéry, sleva na zboží jedné značky, sleva za nákup nad určitou částku a další).

## Cashbacky a kupónové weby
Cashback a kupónový web není to stejné. Při kupónovém webu vám stačí vyhledat frázi "název e-shopu + kupón" a pak tento kupón zadat při placení v internetovém obchodě, při využití cashbacku se musíte nejdříve na takovém portálu zaregistrovat. Po registraci vyhledáte v seznamu obchodů ten, ve kterém chcete nakupovat. Prokliknete se přes odkaz a nakupujete. Cashback se s vámi poté rozdělí o provizi, kterou získá z vámi uskutečněného prodeje. Cena se ani v jednom případě pro zákazníka nezvyšuje. Tyto peníze jsou kupónovým a cashback webům vypláceny z rozpočtu na marketingové kampaně daného obchodu. Kupónový web bere celou provizi za uskutečněný nákup za což poskytne zákazníkům slevu na daný výrobek, cashback se s vámi o získanou provizi rozdělí. Největší výhoda cashbacku je velká uživatelská základna, kterou si vytváří právě nutností registrace pro jeho využívání.